# Lisowola (gromada)
Lisowola – dawna gromada, czyli najmniejsza jednostka podziału terytorialnego Polskiej Rzeczypospolitej Ludowej w latach 1954–1972.
Gromady, z gromadzkimi radami narodowymi (GRN) jako organami władzy najniższego stopnia na wsi, funkcjonowały od reformy reorganizującej administrację wiejską przeprowadzonej jesienią 1954 do momentu ich zniesienia z dniem 1 stycznia 1973, tym samym wypierając organizację gminną w latach 1954–1972.
Gromadę Lisowola siedzibą GRN w Lisowoli utworzono – jako jedną z 8759 gromad na obszarze Polski – w powiecie skierniewickim w woj. łódzkim, na mocy uchwały nr 39/54 WRN w Łodzi z dnia 4 października 1954. W skład jednostki weszły obszary dotychczasowych gromad Lisowola, Łajszczew Stary, Łajszczew Nowy, Emilianów, Sapy i Wincentów ze zniesionej gminy Puszcza Mariańska, obszar dotychczasowej gromady Budy Wolskie ze zniesionej gminy Kowiesy oraz obszar dotychczasowej gromady Wycześniak i grunty dotychczasowej gromady Jeruzal położone na północ od szosy Skierniewice-Zawady ze zniesionej gminy Kawenczyn Nowy, w tymże powiecie. Dla gromady ustalono 12 członków gromadzkiej rady narodowej.
Gromadę zniesiono 1 stycznia 1959, a jej obszar włączono do gromad Puszcza Mariańska (wieś Łajszczew Nowy i wieś Staropol A), Kamion (wieś i parcelację Lisowola, wieś Wycześniak, wieś Wincentów, wieś Patoki i parcelację Wycześniak-Żerań) i Jeruzal (wieś Łajszczew Stary, wieś Staropol, parcelacje Staropol I i II, wieś Budy Wolskie, parcelację Nowiny, wieś Sapy Folwarczne, wieś Sapy Włościańskie, wieś Emilianów i część wsi Jeruzal położoną na północ od szosy Skierniewice-Zawady) w tymże powiecie.